# Istituto Lombardo Accademia di Scienze e Lettere
L'Istituto Lombardo Accademia di Scienze e Lettere è un'istituzione accademica italiana situata a Milano, nel quadrilatero di Brera.

## Storia
L’Istituto Lombardo nacque nel 1838 come divisione dell’Istituto di Scienze, Lettere e Arti, fondato nel 1797 da Napoleone Bonaparte che, nella Costituzione della Repubblica Cisalpina (art. 297), stabilì la nascita di un Istituto nazionale «incaricato di raccogliere le scoperte e di perfezionare le arti e le scienze», su modello dell’Institut de France.
Nel 1810, Napoleone fissò la sede dell’Istituto di Scienze, Lettere ed Arti, a Milano nel palazzo di Brera. Bologna, città prescelta come prima sede, divenne allora una sezione dell’Istituto milanese, insieme a Venezia, Padova e Verona. Negli anni napoleonici, oltre a svolgere attività di studio e di ricerca scientifica, l’Istituto fu punto di riferimento dell’azione governativa per l’istruzione pubblica, inferiore e superiore, e per l’Università. L’Istituto, inoltre, destinò una parte dei fondi a sua disposizione all’istituzione di premi legati alla soluzione di problemi di medicina, scienze, arti, politica, di forte impatto pubblico.
Alla caduta di Napoleone, il Governo austriaco cambiò denominazione all’Istituto, che divenne allora Imperial Regio Istituto Lombardo-Veneto di Scienze, Lettere ed Arti. Con un decreto risalente al 15 agosto 1838 esso venne diviso in due Istituti con vita autonoma, i quali continuano a collaborare ancora oggi: l’Istituto Veneto con sede a Venezia e l’Istituto Lombardo con sede a Milano.
Nel 1859 l’Istituto passò al governo italiano e acclamò quale suo presidente Alessandro Manzoni, che fu poi nominato presidente onorario. Con decreto del 5 settembre 1863, Vittorio Emanuele II approvò il nuovo regolamento del Regio Istituto Lombardo di Scienze e Lettere, eliminando la menzione alle Arti, riservata alla Accademia di Belle Arti, pure presente in Brera. Furono stabilite due classi: Classe di scienze matematiche e naturali e Classe di lettere e scienze morali e politiche. Nei primi decenni del XX secolo e dopo la Grande guerra, l’apertura e l’attenzione alle realtà sociali diventarono prioritarie nelle attività dell’Istituto; ma non minore fu l’attenzione per le applicazioni delle scoperte scientifiche a problemi di pubblica utilità.
Nel 1935 l’Istituto cessò di essere statale, ebbe un nuovo statuto e un’amministrazione autonoma, pur restando sotto il controllo del Ministero della Pubblica Istruzione prima e del Ministero per i Beni e le Attività culturali poi. La guerra e i bombardamenti, che nel 1943 devastarono Milano, imposero una momentanea sospensione delle attività e delle adunanze; mentre le epurazioni fasciste videro l’allontanamento di alcuni membri dall’Istituto.
Dopo la presidenza di Antonio Pensa, dal 1949 al 1951, e la nuova denominazione di Istituto Lombardo Accademia di Scienze e Lettere, l’Istituto acquisì una seconda sede nel prestigioso palazzo Landriani, confinante con il complesso di Brera, dove l’Accademia continuava e continua tutt’oggi a mantenere la Sala Adunanze e alcuni depositi: era il 1959.
Tra i membri che hanno fatto parte dell’Istituto si annoverano illustri personaggi come lo stesso Napoleone, Alessandro Volta, Vincenzo Monti, Alessandro Manzoni, Carlo Cattaneo, Achille Ratti (futuro papa Pio XI), e molti altri. L’Istituto vanta inoltre, fra i propri associati, quattro Premi Nobel italiani: Camillo Golgi, Giosuè Carducci, Giulio Natta ed Eugenio Montale.

## Missione
Così come recita l’art. 1 dello Statuto vigente, «l’Istituto Lombardo Accademia di Scienze e Lettere ha per scopo lo sviluppo degli studi, della ricerca scientifica di base e applicata, la tutela e la valorizzazione del proprio patrimonio archivistico e librario. A tal fine:
- Promuove il pensiero critico e il metodo interdisciplinare;
- Promuove la formazione di commissioni e gruppi di studio, aperti anche a contributi esterni;
- Organizza corsi, anche a fini formativi, manifestazioni e discussioni scientifiche;
- Istituisce e assegna premi e borse di studio;
- Mette a disposizione degli studiosi conoscenze, fonti e strumenti di studio;
- Contribuisce alla gestione di fondazioni o altre persone giuridiche della cui amministrazione sia partecipe;
- Coopera con le istituzioni scientifiche italiane e straniere che perseguano le stesse finalità.»[7]

## Organi istituzionali
L'Istituto Lombardo è retto da un Consiglio di presidenza formato da Presidente, Vicepresidente, Segretario della Classe di Scienze matematiche e naturali e Segretario della Classe di Scienze morali. Completano la struttura istituzionale i due Conservatori della Biblioteca e dell'Archivio (rispettivamente appartenenti alla Classe di Scienze matematiche e naturali e alla Classe di Scienze morali) e il Collegio dei revisori.
Si riporta di seguito l'elenco completo dei Presidenti: 

### Presidenti
- Giovanni Paradisi (1812)
- Carlo Ottavio Castiglioni (1840)
- Francesco Carlini (1842)
- Gabrio Piola (1844)
- Francesco Zambelli (1846)
- Pompeo Litta (1848)
- Francesco Carlini (1850)
- Francesco Ambrosoli (1852)
- Francesco Rossi (1854)
- Andrea Verga (1857)
- Camillo Vacani (1859)
- Alessandro Manzoni  (1859)
- Luigi De Cristoforis (1862)
- Francesco Ambrosoli (1862)
- Andrea Verga (1864)
- Giulio Carcano (1866)
- Francesco Brioschi (1868)
- Cesare Castiglioni (1870)
- Francesco Brioschi (1872)
- Carlo Belgioioso (1874)
- Emilio Cornalia (1876)
- Carlo Belgioioso (1878)
- Emilio Cornalia (1880)
- Giulio Carcano (1882)
- Giovanni Schiaparelli (1884)
- Luigi Cossa (1886)
- Alfonso Corradi (1888)
- Serano Biffi (1890)
- Giuseppe Colombo (1892)
- Serafino Biffi (1894)
- Giuseppe Colombo (1896)
- Gaetano Negri (1898)
- Giovanni Celoria (1900)
- Gaetano Negri (1902)
- Giovanni Celoria (1903)
- Vigilio Inama (1905)
- Giovanni Celoria (1907)
- Vigilio Inama (1909)
- Giovanni Celoria (1911)
- Pasquale Del Giudice (1913)
- Giovanni Celoria (1915)
- Pasquale Del Giudice (1917)
- Giovanni Celoria (1919)
- Giuseppe Colombo (1920)
- Michele Scherillo (1921)
- Luigi Berzolari (1925)
- Ulisse Gobbi (1928)
- Angelo Menozzi (1930)
- Arrigo Solmi (1934)
- Giuseppe Bruni (1935)
- Eliseo Antonio Porro (1939)
- Giuseppe Belluzzo (1942)
- Antonio Banfi (1945)
- Antonio Pensa (1949)
- Giulio De Marchi (1952)
- Aristide Calderini (1953)
- Giulio De Marchi (1961)
- Giuseppe Menotti De Francesco (1967)
- Silvio Ranzi (1973)
- Giuseppe Menotti De Francesco (1976)
- Alfonso Giordano (1979)
- Giancarlo Bolognesi (1985)
- Luigi Amerio (1991)
- Antonio Padoa Schioppa (1997)
- Emilio Gatti (2003)
- Alberto Quadrio Curzio (2006)
- Antonio Padoa Schioppa (2007)
- Giannantonio Sacchi Landriani (2011)
- Gianpiero Sironi (2012)
- Silvio Beretta (2015)
- Stefano Maiorana (2021)[9][10]

## Accademici
Gli Accademici si dividono nelle due classi di Scienze matematiche e naturali e di Scienze morali, suddivise rispettivamente in sei e tre sezioni.

### Classe di Scienze matematiche e naturali
- Scienze matematiche
- Chimica
- Fisica
- Ingegneria e Architettura
- Scienze naturali
- Medicina

### Classe di Scienze morali
- Filologia e Linguistica
- Scienze storiche e filosofiche
- Scienze economiche, giuridiche, politiche e sociologiche

Ciascuna classe comprende le seguenti categorie: membri effettivi, soci corrispondenti residenti in Lombardia, soci corrispondenti non residenti in Lombardia, membri stranieri e soci onorari.

## Sedi
La sede storica dell’Istituto Lombardo si trova presso palazzo Brera, dove l’antesignano Istituto di scienze, lettere e arti fu trasferito da Bologna nel 1810. Oggi, l’Istituto Lombardo continua a mantenere all’interno di palazzo Brera la propria Sala Adunanze, salone adibito a convegni e conferenze, e alcuni depositi di fondi librari e archivistici.
La sede operativa dell’Istituto Lombardo si trova dal 1959 a palazzo Landriani, palazzo cinquecentesco collocato nel quadrilatero di Brera. Qui ha sede, unitamente agli uffici e ad altri depositi di fondi librari ed archivistici, la Sala di lettura della Biblioteca e dell’Archivio.

## Archivio e Biblioteca
La dotazione di libri fu un’esigenza avvertita come primaria per il raggiungimento degli scopi statutari dell’Istituto nazionale di fondazione napoleonica, tanto che nel 1802 fu chiesto al Governo di inviare gratuitamente all’Istituto una copia di “tutti i libri di scienza, di letteratura e d’arti” stampati nel territorio della Repubblica, in modo da poter avviare la formazione di una biblioteca davvero utile al progresso. Ma furono soprattutto gli acquisti, i doni e gli scambi con altre istituzioni culturali italiane e straniere ad arricchire ininterrottamente la dotazione dei volumi. È del 1846 il primo catalogo della biblioteca, manoscritto in quattro volumi in folio, e risale a quello stesso anno anche il primo inventario dell’archivio, riordinato per materie consultabili in ordine alfabetico.
L’Istituto Lombardo possiede oggi un patrimonio costituito da circa 500.000 volumi e cento fondi archivistici, acquisiti mediante una rete di scambi con le altre Accademie presenti in tutto il mondo e mediante i lasciti di Archivi personali (spesso ceduti insieme a biblioteche e a collezioni d’oggetti d’arte), principalmente di Membri e Soci dell’Istituto Lombardo stesso.

## Premi e borse di studio
L'Istituto Lombardo conferisce annualmente circa 90.000 euro in premi alla ricerca, premi alla didattica, premi di laurea e borse di studio. Tra i vari premi assegnati dall’Istituto si segnalano:  

### Premi alla ricerca
- Premio Edoardo Kramer[14]
- Premio Luigi e Wanda Amerio
- Premio Gian Giacomo Drago e Fausta Rivera Drago
- Premio internazionale Gian Paolo Brivio per la Fisica e Chimica dei Materiali Avanzati

### Premi alla didattica
- Premi Fondazione Grazioli per la didattica innovativa[15]

### Premi di laurea
- Premio di laurea Prof. Edoardo Ricci[16]
- Premi di laurea Fondazione Grazioli[15]
- Premio di laurea Prof. Emilio Gatti

### Borse di studio
- Borse di studio Fondazione Carlo ed Enrichetta Salvioni e loro figli Ferruccio ed Enrico
- Borsa di studio Luigi e Wanda Amerio
- Borsa di studio Nilo Cova[17]